# X Factor 2020 (Danmark)
X Factor 2020 var 13. sæson af talentkonkurrencen X Factor. Sæsonen blev for anden gang vist på TV 2.
Dommerne var igen i år Oh Land, Ankerstjerne og Blachman, og Sofie Linde har meddelte, at hun fortsatte som vært.
Grundet Coronaviruspandemien blev live showene udskudt, hvilket medførte at antallet af live shows blev reduceret fra 7 til 5.
Magnus og Aksel trak sig fra X Factor på grund af showets udsættelse, fordi Aksel havde studentereksamener på sin skole samme dag, som X Factor vendte tilbage den 15 maj.
Det var første gang i dansk X Factors historie at alle 3 deltagere fra samme kategori endte i top 3. Alle Blachmanns unge finaliser endte nemlig i finalen, og dermed skrev den erfarne Thomas Blachmann dansk X Factor historie.
Derudover blev Thomas Blachmann den kun anden dommer der vandt med alle 3 kategorier 3 år i træk. Han vandt nemlig både sæson 11 og 12.
Den første dommer der vandt 3 år i træk, med tre forskellige kategorier var Remee. Han vandt nemlig sæson 8, 9 og 10.
Som noget nyt havde finalefinalisterne ikke fået specialskrevet deres vindersange. De sang i i stedet covernumre. Deres udgave blev som altid udgivet i deltagerenes eget navn, og udgivet på diverse streamingstjenester.

## Kunstnernes udvælgelsesproces

### 5 Chair Challenge
5 Chair Challenge fandt atter sted i sæson 13. Thomas Blachman blev mentor for kategorien 15-22, Oh Land blev mentor for over 23, mens Ankerstjerne blev mentor for grupperne.
De 16 udvalgte kunstnere var:
- 15-22: Alma, Emil, Karen Marie, Mathilde, Nichlas
- Over 23: Elina, Ilona, John, Kali, Nicklas
- Grupperne: Da-Noize, Kjurios, Magnus & Aksel, Smokey Eyes, Sway

## Præmie
Præmien for at vinde X Factor 2020 skulle have været en pladekontrakt med Sony Music, og vinderen skulle også til Milano i et pladestudie ved navn RCA-Studio. Vinderen skulle have optrådt på Smukfest i Skanderborg, men turen til Milano og til Smukfest er aflyst på grund af coronavirussen. I stedet er præmien ændret. Vinderen får stadig en pladekontrakt med Sony og derudover også udstyr til professionelt hjemmestudie. Vinderen kommer også i samarbejde med et skræddersyet team til at skrive og indspille en EP, og så kan vinderen også se frem til at få lavet en stor musikvideo af første udgivelse i eget navn.

## Finalister
– Vinder
     – Andenplads
     – Tredjeplads
     – Udstemt
     – Trak sig
| Kategori (mentor)      | Kunstner               | Kunstner             | Kunstner       |
| ---------------------- | ---------------------- | -------------------- | -------------- |
| Under 23 (Blachman)    | Alma Agger             | Mathilde Caffey      | Emil Wismann   |
| Over 23 (Oh Land)      | Kaspar "Kali" Andersen | Ilona Mihaela Artene | Nicklas Mietke |
| Grupper (Ankerstjerne) | Sway                   | Smokey Eyes          | Magnus & Aksel |

## Liveshows

### Statistik
Farvekoder:
| - | Thomas Blachman som mentor (Under 23)   |
| - | Ankerstjerne som mentor (Grupper/Bands) |
| - | Oh Land som mentor (Over 23)            |

| – | Vinder                                                                            |
| – | Andenplads                                                                        |
| – | Trejdeplads                                                                       |
| – | Deltageren var blandt de to med laveste stemmer, og skulle synge igen i farezonen |
| – | Deltageren blev råbt op som værende gået videre (vilkårlig rækkefølge)            |
| – | Deltageren fik færrest seerstemmer og blev som følge heraf stemt ud               |
| – | Deltageren trak sig fra konkurrencen                                              |

| 1                      | Alma Agger             | 3. 15.3%                        | 2. 16.6%                     | 1. 18.7%                             | 2. 23.4% | 1. 33.3% | Vinder 36.8% | | |                 |                 |
| 2                      | Mathilde Caffey        | 9. 7.1%                         | 1. 22.5%                     | 3. 16.9%                             | 1. 25.6% | 2. 29.2% | Andenplads 34.8% | | |                 |                 |
| 3                      | Emil Wismann           | 2. 15.5%                        | 4. 15.0%                     | 5. 13.9%                             | 3. 18.6% | 3. 23.3% | Tredjeplads 28.4% | | |                 |                 |
| 4                      | Smokey Eyes            | 7. 8.1%                         | 5. 12.9%                     | 4. 16.1%                             | 4. 17.4% | 4. 14.2% | Udstemt (Uge 5) | Udstemt (Uge 5) | Udstemt (Uge 5) | Udstemt (Uge 5) | Udstemt (Uge 5) |
| 5                      | Ilona Artene           | 4. 12.3%                        | 6. 7.4%                      | 7. 8.6%                              | 5. 15.0% | Udstemt (Uge 4) | Udstemt (Uge 4) | Udstemt (Uge 4) | Udstemt (Uge 4) | Udstemt (Uge 4) |                 |
| 6                      | Magnus & Aksel         | 1. 17.3%                        | 3. 16.1%                     | 2. 17.1%                             | 6. | Trak sig frivilligt fra programmet (Uge 4) | Trak sig frivilligt fra programmet (Uge 4) | Trak sig frivilligt fra programmet (Uge 4) | |                 |                 |
| 7                      | Kaspar "Kali" Andersen | 5. 8.8%                         | 7. 6.0%                      | 6. 8.7%                              | Udstemt (Uge 3) | Udstemt (Uge 3) | Udstemt (Uge 3) | Udstemt (Uge 3) | Udstemt (Uge 3) |                 |                 |
| 8                      | Sway                   | 6. 8.2%                         | 8. 3.5%                      | Udstemt (Uge 2)                      | Udstemt (Uge 2) | Udstemt (Uge 2) | Udstemt (Uge 2) | Udstemt (Uge 2) | Udstemt (Uge 2) |                 |                 |
| 9                      | Nicklas Mietke         | 8. 7.4%                         | Udstemt (Uge 1)              | Udstemt (Uge 1)                      | Udstemt (Uge 1) | Udstemt (Uge 1) | Udstemt (Uge 1) | Udstemt (Uge 1) | Udstemt (Uge 1) |                 |                 |
| Laveste stemmer        | Laveste stemmer        | Mathilde Caffey, Nicklas Mietke | Sway, Kaspar "Kali" Andersen | Ilona Artene, Kasper "Kali" Andersen | Ingen dommerstemmer eller deltagere i farezone: Det er alene seernes stemmer der afgør, hvem der bliver elimineret, og hvem der i sidste ende vinder. | Ingen dommerstemmer eller deltagere i farezone: Det er alene seernes stemmer der afgør, hvem der bliver elimineret, og hvem der i sidste ende vinder. | Ingen dommerstemmer eller deltagere i farezone: Det er alene seernes stemmer der afgør, hvem der bliver elimineret, og hvem der i sidste ende vinder. | Ingen dommerstemmer eller deltagere i farezone: Det er alene seernes stemmer der afgør, hvem der bliver elimineret, og hvem der i sidste ende vinder. | Ingen dommerstemmer eller deltagere i farezone: Det er alene seernes stemmer der afgør, hvem der bliver elimineret, og hvem der i sidste ende vinder. |                 |                 |
| Blachman stemte ud     | Blachman stemte ud     | Nicklas Mietke                  | Sway                         | Ilona Artene                         | Ingen dommerstemmer eller deltagere i farezone: Det er alene seernes stemmer der afgør, hvem der bliver elimineret, og hvem der i sidste ende vinder. | Ingen dommerstemmer eller deltagere i farezone: Det er alene seernes stemmer der afgør, hvem der bliver elimineret, og hvem der i sidste ende vinder. | Ingen dommerstemmer eller deltagere i farezone: Det er alene seernes stemmer der afgør, hvem der bliver elimineret, og hvem der i sidste ende vinder. | Ingen dommerstemmer eller deltagere i farezone: Det er alene seernes stemmer der afgør, hvem der bliver elimineret, og hvem der i sidste ende vinder. | Ingen dommerstemmer eller deltagere i farezone: Det er alene seernes stemmer der afgør, hvem der bliver elimineret, og hvem der i sidste ende vinder. |                 |                 |
| Oh Land stemte ud      | Oh Land stemte ud      | Mathilde Caffey                 | Sway                         | Kaspar "Kali" Andersen               | Ingen dommerstemmer eller deltagere i farezone: Det er alene seernes stemmer der afgør, hvem der bliver elimineret, og hvem der i sidste ende vinder. | Ingen dommerstemmer eller deltagere i farezone: Det er alene seernes stemmer der afgør, hvem der bliver elimineret, og hvem der i sidste ende vinder. | Ingen dommerstemmer eller deltagere i farezone: Det er alene seernes stemmer der afgør, hvem der bliver elimineret, og hvem der i sidste ende vinder. | Ingen dommerstemmer eller deltagere i farezone: Det er alene seernes stemmer der afgør, hvem der bliver elimineret, og hvem der i sidste ende vinder. | Ingen dommerstemmer eller deltagere i farezone: Det er alene seernes stemmer der afgør, hvem der bliver elimineret, og hvem der i sidste ende vinder. |                 |                 |
| Ankerstjerne stemte ud | Ankerstjerne stemte ud | Nicklas Mietke                  | Kaspar "Kali" Andersen       | Kaspar "Kali" Andersen               | Ingen dommerstemmer eller deltagere i farezone: Det er alene seernes stemmer der afgør, hvem der bliver elimineret, og hvem der i sidste ende vinder. | Ingen dommerstemmer eller deltagere i farezone: Det er alene seernes stemmer der afgør, hvem der bliver elimineret, og hvem der i sidste ende vinder. | Ingen dommerstemmer eller deltagere i farezone: Det er alene seernes stemmer der afgør, hvem der bliver elimineret, og hvem der i sidste ende vinder. | Ingen dommerstemmer eller deltagere i farezone: Det er alene seernes stemmer der afgør, hvem der bliver elimineret, og hvem der i sidste ende vinder. | Ingen dommerstemmer eller deltagere i farezone: Det er alene seernes stemmer der afgør, hvem der bliver elimineret, og hvem der i sidste ende vinder. |                 |                 |
| Udstemt                | Udstemt                | Nicklas Mietke Niendeplads      | Sway Ottendeplads            | Kaspar "Kali" Andersen Syvendeplads  | Ilona Artene Femteplads | Smokey Eyes Fjerdeplads | Emil Wismann Tredjeplads Mathilde Caffey Andenplads                                                                                                   | | |                 |                 |
| Udstemt                | Udstemt                | Nicklas Mietke Niendeplads      | Sway Ottendeplads            | Kaspar "Kali" Andersen Syvendeplads  | Magnus & Aksel Sjetteplads | Smokey Eyes Fjerdeplads | Alma Agger Vinder | | |                 |                 |
| Kilde                  | Kilde                  | [ 7 ]                           | [ 8 ]                        | [ 9 ]                                | [ 10 ] [ 11 ] | [ 12 ] | [ 13 ] | | |                 |                 |

### Live shows

#### Uge 1 (21. februar)
- Tema: Signatur-sange (den artist dommerne ser deres deltager mest som)[14]

| 1          | Nicklas Mietke         | ''Sanctify'' (Years & Years)              | I farezonen  | 7.4%         | 8            |              |              |
| 2          | Mathilde Caffey        | ''Boring People'' (L Devine)              | I farezonen  | 7.1%         | 9            |              |              |
| 3          | Magnus & Aksel         | ''Mother'' (Charlie Puth)                 | Stemt videre | 17.3%        | 1            |              |              |
| 4          | Kaspar "Kali" Andersen | ''Ingen skam'' (Kaspar ''Kali'' Andersen) | Stemt videre | 8.8%         | 5            |              |              |
| 5          | Alma Agger             | ''Unforgettable'' (French Montana)        | Stemt videre | 15.3%        | 3            |              |              |
| 6          | Smokey Eyes            | ''Olympisk'' (Ganger)                     | Stemt videre | 8.1%         | 7            |              |              |
| 7          | Ilona Artene           | "I Care" (Beyoncé)                        | Stemt videre | 12.3%        | 4            |              |              |
| 8          | Emil Wismann           | "E45" (Dør nr. 13)                        | Stemt videre | 15.5%        | 2            |              |              |
| 9          | Sway                   | "Formation" (Beyoncé)                     | Stemt videre | 8.2%         | 6            |              |              |
| Sangdyst   |                        |                                           |              |              |              |              |              |
| Rækkefølge | Artist                 | Sang (original kunstner)                  | Resultat     | Resultat     | Resultat     | Resultat     | Resultat     |
| 1          | Nicklas Mietke         | ''My Prerogative'' (Britney Spears)       | Stemt ud     | Stemt ud     | Stemt ud     | Stemt ud     | Stemt ud     |
| 2          | Mathilde Caffey        | ''A Change Is Gonna Come'' (Sam Cooke)    | Stemt videre | Stemt videre | Stemt videre | Stemt videre | Stemt videre |

Dommerne stemte ud
- Blachman: Nicklas Mietke
- Oh Land: Mathilde Caffey
- Ankerstjerne: Nicklas Mietke

#### Uge 2 (28. februar)
- Tema: Musik fra 1980'erne[15]
- Gæstartist: Limahl

| 1          | Smokey Eyes            | "The Look" (Roxette)                                                  | Stemt videre | 12.9%        | 5            |              |              |
| 2          | Alma Agger             | "In The Air Tonight" (Phil Collins)                                   | Stemt videre | 16.6%        | 2            |              |              |
| 3          | Sway                   | "Ain't Nothing Going On But The Rent" (Gwen Guthrie)                  | I farezonen  | 3.5%         | 8            |              |              |
| 4          | Kaspar "Kali" Andersen | "Kys Det Nu" (TV-2)                                                   | I farezonen  | 6.0%         | 7            |              |              |
| 5          | Emil Wismann           | "Militskvinder" (Kliché)                                              | Stemt videre | 15.0%        | 4            |              |              |
| 6          | Magnus & Aksel         | "Kom Tilbage Nu" (Danseorkestret)                                     | Stemt videre | 16.1%        | 3            |              |              |
| 7          | Ilona Artene           | "One Day I'll Fly Away" (Randy Crawford)                              | Stemt videre | 7.4%         | 6            |              |              |
| 8          | Mathilde Caffey        | "Sweet Dreams Seven Nation Army Mashup" (Pomplamoose ft. Sarah Dugas) | Stemt videre | 22.5%        | 1            |              |              |
| Sangdyst   |                        |                                                                       |              |              |              |              |              |
| Rækkefølge | Artist                 | Sang (original kunstner)                                              | Resultat     | Resultat     | Resultat     | Resultat     | Resultat     |
| 1          | Sway                   | "River" /"My Type" (Bishop Briggs / Saweetie)                         | Stemt ud     | Stemt ud     | Stemt ud     | Stemt ud     | Stemt ud     |
| 2          | Kaspar "Kali" Andersen | "Du Ik Alene" (Kali)                                                  | Stemt videre | Stemt videre | Stemt videre | Stemt videre | Stemt videre |

Dommerne stemte ud
- Ankerstjerne: Kaspar "Kali" Andersen
- Oh Land: Sway
- Blachman: Sway

#### Uge 3 (6. marts)
- Tema: En sang med et særligt budskab
- Gæstartist: Scarlet Pleasure

| Rækkefølge | Artist                 | Sang                              | Resultat     | Stemmeprocent | Plads i liveshow |              |
| ---------- | ---------------------- | --------------------------------- | ------------ | ------------- | ---------------- | ------------ |
| 1          | Emil Wismann           | "Fedterøv" (Folkeklubben)         | Stemt videre | 13.9%         | 5                |              |
| 2          | Magnus & Aksel         | "Fashion" (Jon Bellion)           | Stemt videre | 17.1%         | 2                |              |
| 3          | Ilona Artene           | "Fighter" (Christina Aguilera)    | I farezonen  | 8.6%          | 7                |              |
| 4          | Smokey Eyes            | "Blowin' In The Wind" (Bob Dylan) | Stemt videre | 16.1%         | 4                |              |
| 5          | Mathilde Caffey        | "Here" (Alessia Cara)             | Stemt videre | 16.9%         | 3                |              |
| 6          | Kaspar "Kali" Andersen | "Til mine dages ende" (Kali)      | I farezonen  | 8.7%          | 6                |              |
| 7          | Alma Agger             | "Swim Good" (Frank Ocean)         | Stemt videre | 18.7%         | 1                |              |
| Sangdyst   |                        |                                   |              |               |                  |              |
| Rækkefølge | Artist                 | Sang (original kunstner)          | Resultat     | Resultat      | Resultat         | Resultat     |
| 1          | Ilona Artene           | "One And Only" (Adele)            | Stemt videre | Stemt videre  | Stemt videre     | Stemt videre |
| 2          | Kaspar "Kali" Andersen | "Epiqoneri" (Kali)                | Stemt Ud     | Stemt Ud      | Stemt Ud         | Stemt Ud     |

Dommerne stemte ud
- Ankerstjerne: Kaspar "Kali" Andersen
- Blachman: Ilona Mihaela Artene
- Oh Land: Kaspar "Kali" Andersen

#### Uge 4 (15. maj)
- Tema: Sange fra musikfilm
- Gruppeoptræden: "Can't Stop The Feeling" (Justin Timberlake; fremført af de 5 tilbageværende livedeltagere)
- Gæsteoptræden: "Kærlighed Gør Blind" (Citybois)

Det er udelukkende seerernes stemmer, der bestemte, hvem der blev elimineret.
| Rækkefølge | Artist          | Sang                                                 | Resultat     | Stemmeprocent | Plads i liveshow |
| ---------- | --------------- | ---------------------------------------------------- | ------------ | ------------- | ---------------- |
| 1          | Alma Agger      | "Bigger" (Beyoncé)                                   | Stemt videre | 23.4%         | 2                |
| 2          | Emil Wismann    | "Itsi-Bitsi" (Steppeulvene)                          | Stemt videre | 18.6%         | 3                |
| 3          | Ilona Artene    | "Chim Chim Cher-ee" (Dick Van Dyke og Julie Andrews) | Stemt ud     | 15.0%         | 5                |
| 4          | Smokey Eyes     | "I Want To Hold Your Hand" (The Beatles)             | Stemt videre | 17.4%         | 4                |
| 5          | Mathilde Caffey | "Right Round" (Flo Rida Featuring Kesha)             | Stemt videre | 25.6%         | 1                |

Efter at Ilona Artene blev stemt ud, fremførte hun Martin Garrix og Dua Lipa's Scared to Be Lonely.
Under normale omstændigheder ville der ikke være nogle deltagere, der skulle forlade konkurrencen i dette liveshow, da Magnus & Aksel forlod programmet. Men pga. coronapandemien og showets nedgradering til 5 liveshows, var der alligevel udstemning.

#### Uge 5 (22/23 maj.)
22. maj:
- Tema: Dommervalg, duet med en special guest
- Gruppeoptræden: "Don't Start Now" (Dua Lipa; fremført af de 4 tilbageværende livedeltagere)

| Rækkefølge | Artist          | Sang (original kunstner)                      | Rækkefølge | Sang (original kunstner)                   | Speciel Guest | Resultat     | Stemmeprocent | Plads i liveshow |
| ---------- | --------------- | --------------------------------------------- | ---------- | ------------------------------------------ | ------------- | ------------ | ------------- | ---------------- |
| 1          | Mathilde Caffey | "Baby" (Bishop Briggs)                        | 5          | "Ghost"/"Leap of Faith" (Christopher)      | Christopher   | Stemt videre | 29.2%         | 2                |
| 2          | Smokey Eyes     | "Only Love Can Hurt Like This" (Paloma Faith) | 6          | "Verden er i Farver"/"Istedagde" (Hjalmer) | Hjalmer       | Stemt ud     | 14.2%         | 4                |
| 3          | Emil Wismann    | "Jyder i København" (De Eneste To)            | 8          | "Blitz Baby"/"Jeg skal nok vente" (Jung)   | Jung          | Stemt videre | 23.3%         | 3                |
| 4          | Alma Agger      | "everything i wanted" (Billie Eilish)         | 7          | "Lonely"/"Nudes" (Jada)                    | Jada          | Stemt videre | 33.3%         | 1                |

23. maj:
- Tema: Vindersang
- Gruppeoptræden: "Hun Kommer Tilbage" (Jung; fremført af tidligere X Factor 2019 deltagere, der ikke kom med i Live1), "Memories" (Maroon 5; fremført af de 9 livedeltagere)
- Gæsteoptræden: "Love Songs" (Lucas Graham)

| Rækkefølge | Artist          | Sang                                    | Resultat    | Stemmeprocent | Plads i liveshow |
| ---------- | --------------- | --------------------------------------- | ----------- | ------------- | ---------------- |
| 1          | Alma Agger      | "The Last Dance" (Clare Maguire)        | Vinder      | 36.8%         | 1                |
| 2          | Emil Wismann    | "Selvmord på dansegulvet" (Thomas Holm) | Trejdeplads | 28.4%         | 3                |
| 3          | Mathilde Caffey | "Karma is a Bitch" (CH10)               | Andenplads  | 34.8%         | 2                |

Som noget nyt havde finalefinalisterne ikke fået specialskrevet deres vindersange. De sang i i stedet covernumre. Deres udgave blev som altid udgivet i deltagerenes eget navn, og udgivet på diverse streamingstjenester.

↑ Optrædenen skete ikke live på X Factor scenen, men via en video der var optaget hjemmefra af de der sang. Dette var muligvis pga. coronapandemien.

## Afsnit og seertal
| Dato             | Afsnit            | Seertal - hovedprogrammet | Seertal - afgørelsen | Kilde  |
| ---------------- | ----------------- | ------------------------- | -------------------- | ------ |
| 1. januar 2020   | Auditions         | 820.000                   |                      | [ 16 ] |
| 3. januar 2020   | Auditions         | 1.069.000                 |                      | [ 16 ] |
| 10. januar 2020  | Auditions         | 1.045.000                 |                      | [ 17 ] |
| 17. januar 2020  | Auditions         | 866.000                   |                      | [ 18 ] |
| 25. januar 2020  | 5 Chair Challenge | 746.000                   |                      | [ 19 ] |
| 31. januar 2020  | 5 Chair Challenge | 979.000                   |                      | [ 20 ] |
| 7. februar 2020  | 5 Chair Challenge | 916.000                   |                      | [ 21 ] |
| 14. februar 2020 | Bootcamp          | 822.000                   | 796.000              | [ 22 ] |
| 21. februar 2020 | 1. liveshow       | 919.000                   | 779.000              | [ 23 ] |
| 28. februar 2020 | 2. liveshow       | 938.000                   | 844.000              | [ 24 ] |
| 6. marts 2020    | 3. liveshow       | 895.000                   | 803.000              | [ 25 ] |
| 15. maj 2020     | Semifinalen       | 717.000                   | 710.000              | [ 26 ] |
| 22. maj 2020     | Finalen fredag    | 633.000                   |                      | [ 27 ] |
| 23. maj 2020     | Finalen lørdag    | 757.000                   |                      | [ 27 ] |

Der blev ikke sendt X Factor om fredagen den 24. januar grundet EM i håndbold 2020. I stedet blev showet vist om lørdagen.